# Penrose-Prozess
Der Penrose-Prozess wurde 1969 von Roger Penrose entdeckt und berechnet. Mit einem Penrose-Prozess kann aus einem rotierenden Schwarzen Loch Energie extrahiert werden. Dies ist aufgrund spezieller Eigenschaften der Ergosphäre möglich. Die Ergosphäre ist ein spezieller Bereich eines rotierenden Schwarzen Loches, der sich außerhalb des Ereignishorizontes befindet.
Der Penrose-Prozess kann nun wie folgt beschrieben werden. Eine Testmasse falle mit einem Viererimpuls {\displaystyle p^{a}} in Richtung des Schwarzen Loches. Der Drehimpuls der Testmasse habe dabei das gleiche Vorzeichen wie der Drehimpuls des Schwarzen Loches. Die Anfangsenergie der Testmasse beträgt
{\displaystyle E_{0}=-p_{0}^{a}\xi _{a}}
und {\displaystyle \xi _{a}} ist das zeitartige Killing-Vektorfeld der Kerr-Metrik. Diese Energie ist damit auch eine Erhaltungsgröße während des Falls in das Schwarze Loch. Beim Eintritt in die Ergosphäre zerfalle die Testmasse in zwei Teile. Der eine Teil habe einen zusätzlichen positiven Drehimpuls und positive Energie. Der andere Teil hat dann aufgrund der Drehimpuls- und Energieerhaltung einen negativen Drehimpuls und negative Energie. Es gilt:
{\displaystyle p_{0}^{a}=p_{P}^{a}+p_{N}^{a}}
Kontrahiert man diese Gleichung mit {\displaystyle \xi _{a}}, so gilt:
{\displaystyle E_{0}=E_{P}+E_{N}}, mit {\displaystyle E_{N}<0}
Der Körper mit positivem Drehimpuls und positiver Energie verlässt die Ergosphäre wieder und entfernt sich vom Schwarzen Loch. Der Körper mit negativem Drehimpuls und negativer Energie nähert sich jedoch dem Schwarzen Loch und wird von diesem "verschluckt", sobald dieser den Ereignishorizont überschreitet. Für einen außenstehenden Beobachter erscheint der gesamte Vorgang wegen {\displaystyle E_{P}>E_{0}} so, als werde Energie aus dem Schwarzen Loch extrahiert. Die Masse des Schwarzen Lochs reduziert sich dabei zu {\displaystyle M-|E_{N}|}. Dem Schwarzen Loch wird dabei also die Rotationsenergie {\displaystyle E_{N}} entzogen.
Jakow Seldowitsch übertrug 1971 den postulierten Effekt auf den Fall eines rotierenden Absorbers wie beispielsweise eines Metallzylinders, auf den eine „klassische“ (d. h. mechanische) Welle trifft. Die auftreffende Welle sollte danach bei der Reflexion Energie gewinnen, wenn die Rotationsfrequenz des Zylinders höher als die Frequenz der Welle ist, was 2020 im Fall von Schallwellen experimentell bestätigt werden konnte.